# Liste der Herrscher von Oman

## Imamat (751–1406)
| Imam (Transkription)         | Arabischer Name       | Stamm  | Residenz | Regentschaftsbeginn |
| ---------------------------- | --------------------- | ------ | -------- | ------------------- |
| al-Dschulanda bin Mas'ud     | الجلندى بن مسعود      | Azd    | ?        | 751                 |
| Mohammed bin Abi Affan       | محمد بن أبي عفان      | Azd    | Nizwa    | ?                   |
| al-Warith bin Ka'ab          | الوارث بن كعب         | Yahmad | Nizwa    | 801                 |
| Ghassan bin Abdullah         | غسان بن عبد الله      | Yahmad | Nizwa    | 807                 |
| Abdulmalik bin Humaid        | عبد المالك بن حميد    | Azd    | ?        | 824                 |
| Al-Muhanna bin Dschaifar     | المهنا بن جيفر        | Yahmad | Nizwa    | 840                 |
| as-Salt bin Malik            | الصلت بن مالك         | Azd    | ?        | 851                 |
| Raschid bin an-Nazar         | راشد بن النظر         | ?      | ?        | 886                 |
| Azzan bin Tamim              | عزان بن تميم          | ?      | Nizwa    | 890                 |
| Mohammed bin al-Hasan        | محمد بن الحسن         | Azd    | ?        | 897                 |
| Azzan bin al-Hazbar          | عزان بن الهزبر        | Yahmad | ?        | 898                 |
| Abdullah bin Mohammed        | عبد الله بن محمد      | ?      | ?        | 899                 |
| as-Salt bin al-Qasim         | الصلت بن القاسم       | ?      | ?        | 900                 |
| al-Husn bin Sa'id            | الحسن بن سعيد         | ?      | ?        | 900                 |
| al-Hawari bin Matraf         | الحواري بن مطرف       | ?      | ?        | 904                 |
| Omar bin Mohammed            | عمر بن محمد           | ?      | ?        | 912                 |
| Mohammed bin Yazid           | محمد بن يزيد          | Kinda  | ?        | ?                   |
| al-Hakm bin al-Mila al-Bahri | الحكم بن الملا البحري | ?      | Nizwa    | ?                   |
| Sa'id bin Abdullah           | سعيد بن عبد الله      | ?      | ?        | 939                 |
| Raschid bin Walid            | راشد بن الوليد        | ?      | Nizwa    | ?                   |
| Al-Chalil bin Schadhan       | الخليل بن شاذان       | ?      | ?        | 1002                |
| Raschid bin Sa'id            | راشد بن سعيد          | ?      | ?        | 1032                |
| Hafs bin Raschid             | حفص بن راشد           | ?      | ?        | 1068                |
| Raschid bin Ali              | راشد بن علي           | ?      | ?        | 1054                |
| Ibn Dschabir Musa            | ابن جابر موسى         | ?      | Nizwa    | 1154                |
| Malik bin Ali                | مالك بن علي           | ?      | ?        | 1406                |

## Nabhani-Dynastie (1406–1624)
| Name (Transkription)  | Arabischer Name    | Regentschaftsbeginn | Regentschaftsende | Bemerkung                                             |
| --------------------- | ------------------ | ------------------- | ----------------- | ----------------------------------------------------- |
| Machzum bin al Fallah | مخزوم بن الفلاح    | 1406                | 1435              |                                                       |
| Abu l-Hasan Abdallah  | أبو الحسن عبد الله | 1435                | 1451              |                                                       |
| Omar bin al-Chattab   | عمر بن الخطاب      | 1451                | 1490              |                                                       |
| Omar asch-Scharif     | عمر الشريف         | 1490                | 1500              |                                                       |
| Muhammad bin Ismail   | محمد بن إسماعيل    | 1500                | 1529              | Unter portugiesischem Protektorat seit 15. April 1515 |
| Bakarat bin Muhammad  | بركات بن محمد      | 1529                | 1560              |                                                       |
| Abdullah bin Muhammad | عبد الله بن محمد   | 1560                | 1624              |                                                       |

## Yaruba-Dynastie(erste Periode: 1624–1724)
| Name                                     | Regentschaftsbeginn | Regentschaftsende | Residenz         | Bemerkung |
| ---------------------------------------- | ------------------- | ----------------- | ---------------- | --- |
| Nasir ibn Murschid                       | 1624                | 1649              | Rustaq           | |
| Sultan ibn Saif I.                       | 1649                | 1668/1679/1680    | Rustaq           | Beendete das portugiesische Protektorat am 1. Januar 1650. Das Sterbejahr ist unklar. Es existieren verschiedene Angaben. |
| Bilʿarab ibn Sultan                      | 1668/1679/1680      | 1692              | Jabrin           | Das Sterbejahr des Vaters und damit das Jahr der Machtübernahme ist unklar. Es existieren verschiedene Angaben.           |
| Saif ibn Sultan I. „Qayd al-Ard“         | 1692                | 15. Oktober 1711  | Rustaq           | |
| Sultan ibn Saif II.                      | 15. Oktober 1711    | 1719              | Al Hazm          | |
| Saif ibn Sultan II. (erste Regentschaft) | 1719                | 2. Oktober 1724   | Al Hazm / Rustaq | |

## Banu Ghafir-Dynastie (1724–1728)
| Name               | Regentschaftsbeginn | Regentschaftsende | Bemerkung |
| ------------------ | ------------------- | ----------------- | --------- |
| Muhammad bin Nasir | 2. Oktober 1724     | 11. März 1728     |           |

## Yaruba-Dynastie(zweite Periode: 1728–1749)
| Name                                      | Regentschaftsbeginn | Regentschaftsende | Bemerkung                                             |
| ----------------------------------------- | ------------------- | ----------------- | ----------------------------------------------------- |
| Saif ibn Sultan II. (zweite Regentschaft) | 11. März 1728       | 20. Juni 1743     | Vize-Regent mit Sultan ibn Murschid seit Februar 1742 |
| Bilʿarab ibn Himyar                       | 20. Juni 1743       | 10. Juni 1749     |                                                       |

## Al-Said-Dynastie (1749–heute)
| Name                       | Regentschaftsbeginn | Regentschaftsende  | Bemerkung |
| -------------------------- | ------------------- | ------------------ | --- |
| Ahmad ibn Said             | 10. Juni 1744       | 15. Dezember 1783  | |
| Said ibn Ahmad             | 15. Dezember 1783   | 1784               | Der letzte Sultan Omans, der auch gleichzeitig Imam von Oman war. Er dankte in seiner weltlichen Rolle zu Gunsten seines Sohnes Hamad ab und ließ sich in Rustaq nieder, wo er 1803 starb. |
| Hamad ibn Said             | 1784                | 13. März 1792      | |
| Sultan ibn Ahmad           | 13. März 1792       | 20. November 1804  | gefallen |
| Said ibn Sultan al-Busaidi | 20. November 1804   | 14. September 1806 | zusammen mit Sâlim ibn Sultân (1804) und Badr ibn Saif ibn Ahmad (1805–1806) |
| Said ibn Sultan al-Busaidi | 14. September 1806  | 19. Oktober 1856   | Alleinherrscher |
| Thuwaini ibn Said          | 19. Oktober 1856    | 11. Februar 1866   | ermordet durch seinen Sohn Salim ibn Thuwaini |
| Salim ibn Thuwaini         | 11. Februar 1866    | 3. Oktober 1868    | vertrieben |
| Azzan ibn Qais             | 3. Oktober 1868     | 30. Januar 1871    | ermordet |
| Turki ibn Said             | 30. Januar 1871     | 4. Juni 1888       | |
| Faisal ibn Turki           | 4. Juni 1888        | 9. Oktober 1913    | Seit 20. März 1891 britisches Protektorat → siehe Persian Gulf Residency |
| Taimur ibn Faisal          | 9. Oktober 1913     | 10. Februar 1932   | abgedankt |
| Said ibn Taimur            | 10. Februar 1932    | 23. Juli 1970      | abgesetzt |
| Qabus ibn Said             | 23. Juli 1970       | 10. Januar 2020    | beendete formal das britische Protektorat |
| Haitham ibn Tariq          | 10. Januar 2020     | andauernd          | |